# 1205
Évszázadok: 12. század – 13. század – 14. század
Évtizedek: 1150-es évek – 1160-as évek – 1170-es évek – 1180-as évek – 1190-es évek – 1200-as évek – 1210-es évek – 1220-as évek – 1230-as évek – 1240-es évek – 1250-es évek
Évek: 1200 – 1201 – 1202 – 1203 –  1204 – 1205 – 1206 – 1207 – 1208 – 1209 – 1210

## Események
- Imre király özvegye fiával, a gyermek III. Lászlóval VI. Lipót osztrák herceghez menekül, ezért András herceg fegyverrel készül Ausztria ellen.[1]
- április 14. – Kaloján bolgár cár serege Adrianopolis mellett legyőzi I. Balduin latin császár seregét.
- május 7.
  - III. László Bécsben váratlanul meghal. (Testét a győri püspök Fehérvárra hozatta, és a királyok temetkezési helyén – a Szűz Mária-templomban – királyi módon helyezték örök nyugalomra.)[2]
  - A gyermekkirály, László korai halálával nagybátyja, II. András lép a magyar trónra. (Az új király rögtön Halics ellen indul és felveszi a „Halics és Lodoméria királya” címet.)[1]
- augusztus 5. – Pietro Zianit választják meg velencei dózsénak (1229-ig uralkodik).
- augusztus 20. – I. Henrik követi I. Baldvint a Konstantinápolyi latin császári székben.

## Halálozások
- március 19. – XI. Konstantin Laszkarisz nikaiai császár
- április 14. – I. Baldvin konstantinápolyi latin császár (* 1171)
- május 7. – III. László magyar király (* 1199)
- június 14. – Enrico Dandolo velencei dózse (* 1110 körül)
- december folyamán – V. Alexiosz bizánci császár (* 1140 körül)